# شركة كوريد
شركة كوريد هي شركة متخصصة في تخزين بيانات الكمبيوتر، توفر منتجات شبكات تخزين تستخدم إيثرنت. يقع مقرها في أثينا (جورجيا).

## تاريخ الشركة
تأسست الشركة على يد برانتلي كويل، الذي عمل سابقاً في شركة سيسكو. بدأ كويل مرحلة البحث التطوير للشركة عام 2000 بعد أن غادر سيسكو سيستمز وطوّر بروتوكول الملحقات التقنية المتقدمة عبر الإيثرنت الذي يمكّن شبكات التخزين باستخدام أطر إيثرنت للتواصل.
بدأت الشركة بيع منتج مجموعة إيثردرايف لمصفوفات التخزين عام 2004. وأطلق بروتوكول AoE إلى مجتمع لينكس وتمّ تضمينه في نواة لينكس بدأ من 2005، بالإصدار 2.6.11.
حصلت كوريد على تمويل إجمالي قدره 114.3 مليون دولار. تلقت الشركة أول دفعة بقيمة 10 ملايين دولار من التمويل المؤسسي من صندوقين لرأس المال الاستثماري في يناير 2010، وفي نفس الوقت استلمتها إدارة ومجلس استشاري جديدين. كما نقلت الشركة مقرها الرئيسي إلى ريدوود (كاليفورنيا) في بدايات عام 2010. حصلت كوريد على 25 مليون دولار إضافية من دفعة التمويل التالية في نوفمبر 2010، تبعتها دفعة ثالثة بقيمة 50 مليون دولار في نوفمبر 2011. في ديسمبر 2013، تلقت الشركة الدفعة النهائية البالغة 29.3 مليون دولار.
وفقاً لموقع الشركة على الإنترنت، للشركة أكثر من 1700 عميلاً في قطاعات تشمل الإعلام ومقدمي خدمات الاستضافة والاتصالات والرعاية الصحية والطيران والتصنيع والحكومة.
في يناير 2015، أقر الرئيس التنفيذي ديف كريس بنقص في التمويل. تلا ذلك وفي الشهر نفسه إنهاء خدمة جميع الموظفين بشكل مفاجئ، وأعطوا رواتبهم النهائية دون مكافأة إنهاء الخدمة.
في أيار\مايور2015، اشترت شركة برانتلي كويل جميع أصول الشركة المتعلقة بمنتجات إيثردرايف وSRX وVSX .
في آب\أغسطس 2016، استحوذت شركة ساوث سويت على علامة كوريد التجارية.
بدأت منتجات أجهزة وبرمجيات كوريد بالظهور في الأسواق مرة أخرى عام 2017.

## زي إف إس
أعلنت شركة ساوث سويت، المالك الجديد لعلامة كوريد التجارية، عن دعم منتجات ZX ZFS.

## وصلات خارجية
الموقع الرسمي